# Engate ferroviário

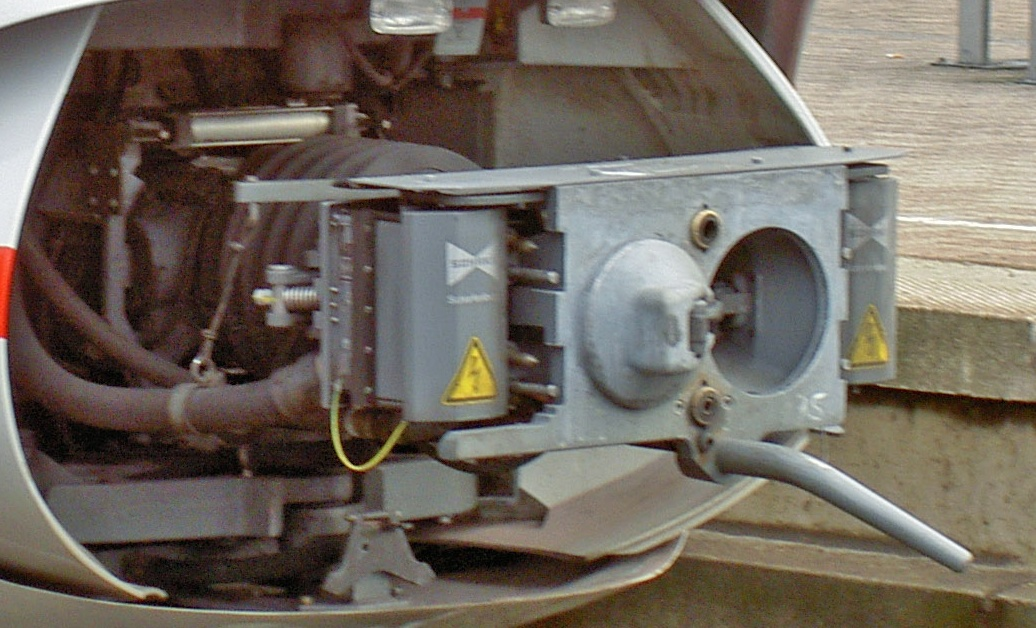
Um engate do tipo Scharfenberg.

Os engates ferroviários, são mecanismos usados especialmente para acoplamentos entre vagões e/ou carros(pt-BR) ou carruagens(pt-PT?) de trem(pt-BR) ou comboio(pt-PT?). Os engates são projetados de forma a minimizar o impacto gerado durante a movimentação da composição, como na frenagem, aceleração e etc.

## Modelos
No mundo existem vários tipos de engates. No Brasil, os engates mais adotados são os modelos: BSI Compacto; Janney e Scharfenberg.

### BSI Compacto

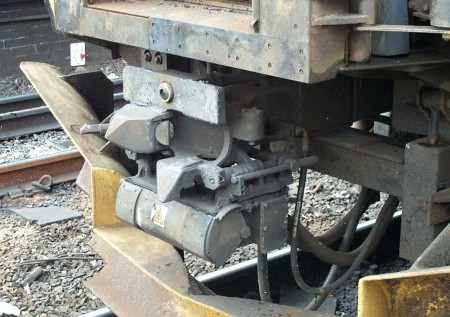
Um engate modelo BSI Compacto.

O modelo BSI Compacto foi produzido pela Bergische Stahl Industrie (atualmente Faiveley Transport) e foi utilizado pela primeira vez no Metrô de Londres em 1978.
A cabeça do acoplador é integral com o engate. Ele foi desenvolvido de tal forma que não há movimento entre os acopladores quando eles estão conectados, todo o movimento relativo entre os veículos ocorre no pivô do engate.
Este tipo de engate é composto por 3 partes: pneumática, mecânica e elétrica:
- Parte superior: Bloco de conexão de ar onde a tubulação do encanamento principal está conectada no centro.
- Parte central: Bloco de conexão mecânica que consiste na cabeça do engate, no orifício de conexão da cabeça do engate do trem oposto e na guia da cabeça do engate do trem oposto.
- Parte inferior: Bloco de conexão elétrica (porção elétrica) com a tampa fechada.

### Janney

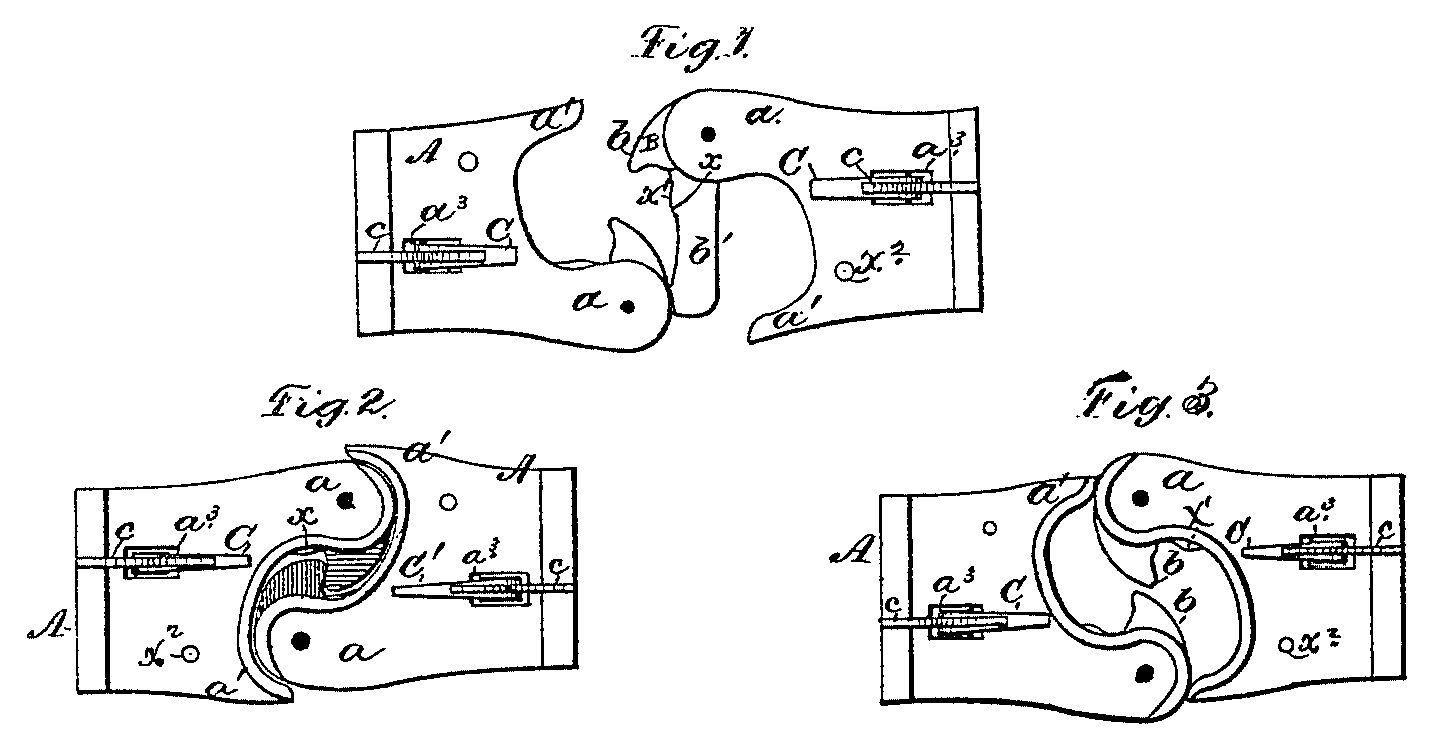
Diagrama de engate publicado e patenteado por Janney.

O modelo Janney, foi inventado e patenteado pelo americano Eli H. Janney em 1873. Esse modelo foi adotado pela AAR(Association of American Railroads) como padrão de engate. 
O engate é do tipo "mandibular" e automático, basta as duas mandíbulas ficarem abertas, que pelo simples encaixe, as mandíbulas ficam presa uma com a outra. Esse tipo de engate não faz conexões elétricas e pneumáticas, necessitando de cabos extras para realizar tais ligações.

### Scharfenberg

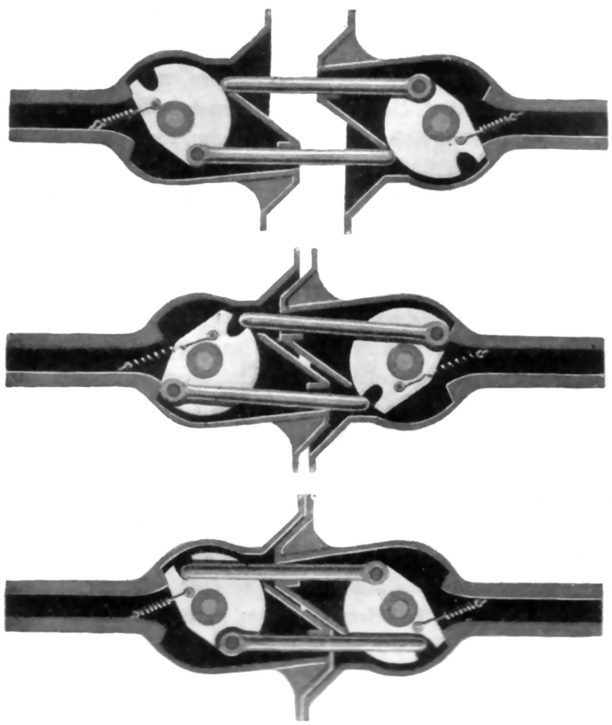
Diagrama de acoplagem de um engate tipo Scharfenberg.

O modelo Scharfenberg, foi inventado e desenhado pelo alemão Karl Scharfenberg. Seu acoplamento é mais simples do que o modelo Janney, basta um simples toque dos engates para que fiquem presos, além disso esse tipo de engate, faz conexões elétricas e pneumáticas, dispensando as conexões extra de cabos. O seu desacoplamento também é simples, basta puxar o cabo que se situa em um dos engate.